# Сепик (река)
Сепик (англ. Sepik River) — самая длинная и полноводная река острова Новая Гвинея и одновременно государства Папуа — Новая Гвинея. Большая часть реки протекает через провинции Сандаун и Восточный Сепик; лишь небольшая часть находится на территории индонезийской провинции Папуа. Сепик принадлежит к одной из крупнейших речных систем мира, имея большую площадь речного бассейна. Ландшафты, через которые протекает река, отличаются большим разнообразием: от болотистых местностей до гористых районов, покрытых густыми тропическими лесами. С экологической точки зрения, Сепик, вероятно, является крупнейшим водно-болотным угодьем Азиатско-Тихоокеанского региона, который не подвергнут пагубному антропогенному воздействию.

## География

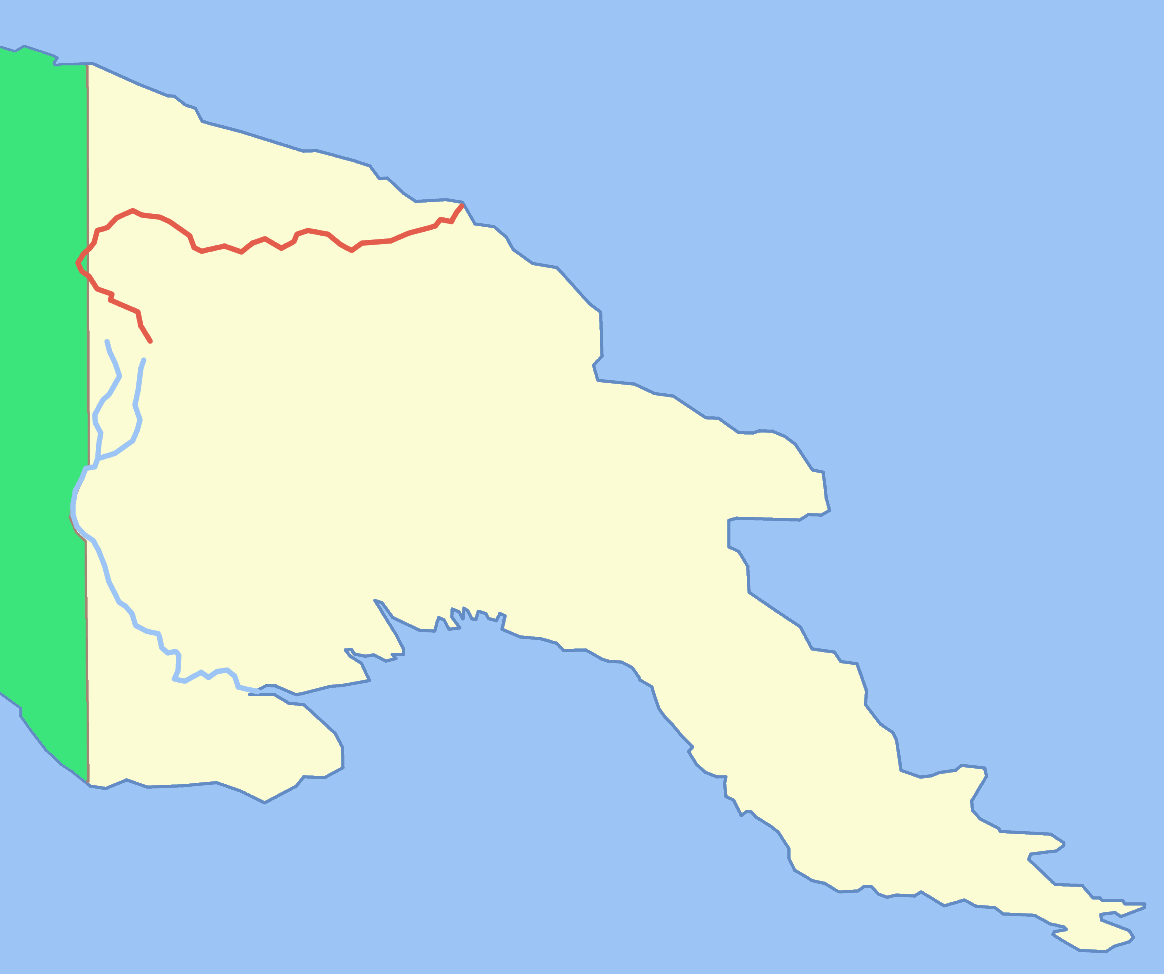

Исток реки расположен в горах Виктор-Эммануил в центральном высокогорной районе острова Новая Гвинея недалеко от истока реки Флай, берущей своё начало в горах Стар. С высокогорных верховий недалеко от населённого пункта Телефомин Сепик течёт в северо-западном направлении. Здесь в бассейне реки находится крупное горное озеро — Луиз.
Недалеко от поселения Япсеи река покидает гористую местность и продолжает течение по индонезийской провинции Папуа, где вновь изменяет своё течение, уже на северо-восточное, и течёт по крупной островной впадине. В этом районе в Сепик впадает большое количество небольших рек, берущих начало в горах Бевани и Торричелли.
На протяжении всего своего течения Сепик имеет извилистую форму, схожую с той, что у реки Амазонка в Южной Америке. Впадает же река в Новогвинейское море, в северной части Папуа — Новой Гвинеи. В отличие от других крупных рек у Сепика отсутствует дельта, поэтому она впадает прямо в море примерно в 100 км от города Вевак. Река на протяжении почти всего своего течения является судоходной.
Общая длина Сепика составляет 1126 км, а площадь речного бассейна — 80 321 км². На реке расположен пояс плавных изгибов, или меандров, шириной в 5—10 км, которые образуются вдоль всего течения реки. Кроме того, река образовала обширные пойменные равнины с пойменными болотами шириной до 70 км. На этих же равнинах находятся многочисленные (около 1500) старицы и другие озёра, крупнейшие из которых — озёра Чамбри.
Бассейн реки практически не подвергнут антропогенному фактору ввиду того, что в его районе отсутствуют крупные городские поселения или разработки месторождений полезных ископаемых.

## История

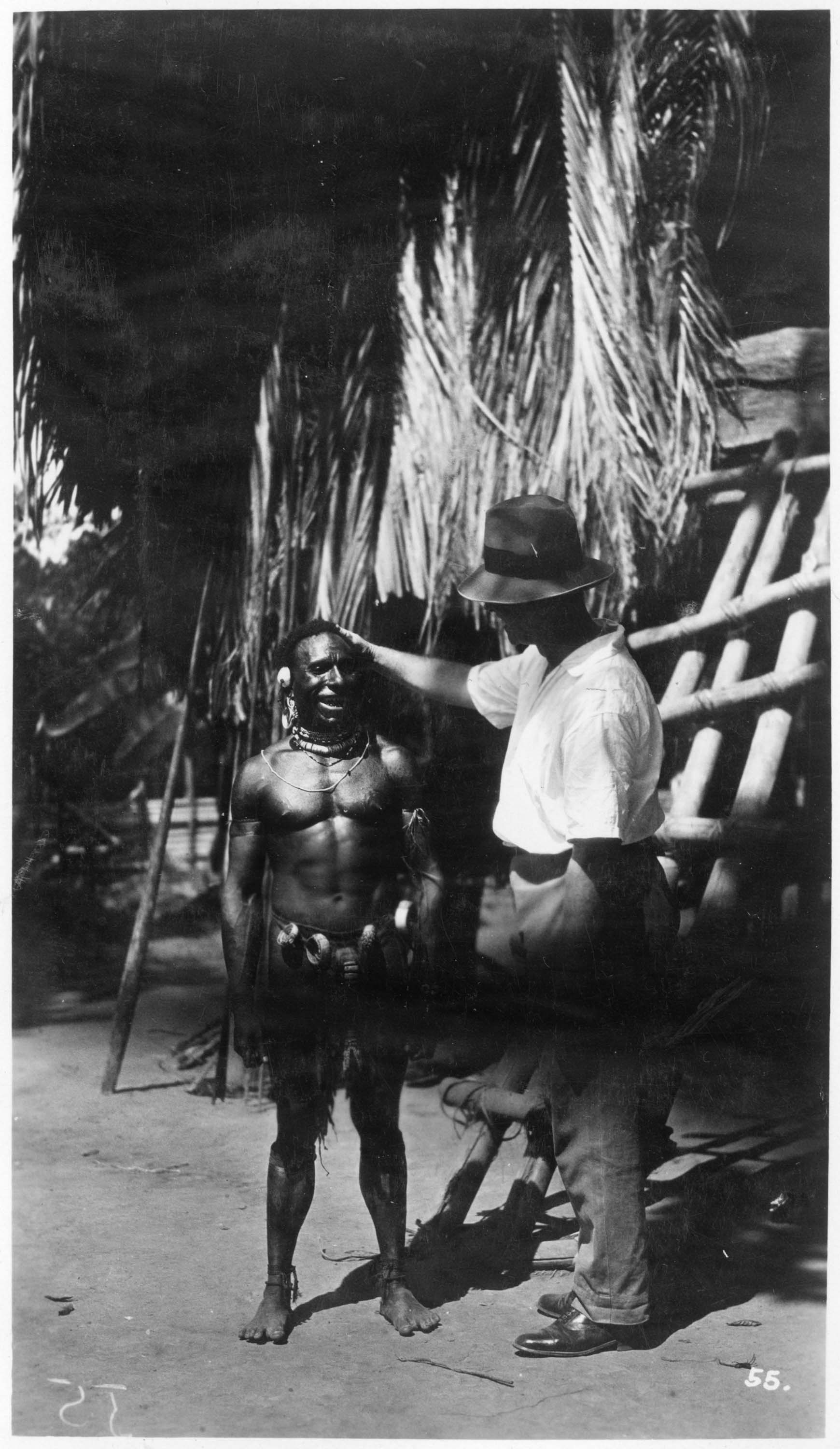
Австралийский антрополог Эрнест Чиннери во время своих исследований в одной из деревень Сепика.

Исследование реки европейцами было начало в 1885 году германскими колонистами, которые занимались обустройством Германской Новой Гвинеи. Немецкий исследователь Отто Финш назвал её Рекой императрицы Августы (нем. Kaiserin-Augusta-Fluss), в честь германской императрицы Августы. Открыв реку, Финш проплыл вглубь острова Новая Гвинея примерно на 50 км от устья реки.
В период с 1886 по 1887 год германскими исследователями были изучены ещё около 600 км Сепика. Последующие экспедиции были проведены в 1912 и 1913 годах с участием заметных германских учёных — в частности, Рихарда Турнвальда и Вальтера Бермана. В результате были собраны крупные образцы местной флоры и фауны, изучены местные племена и составлены первые карты местности. В качестве базы для подготовки дальнейших экспедиций в нижнем течении реки был основан город Ангорам, однако с началом Первой мировой войны все исследования в районе реки Сепик были прекращены.
После окончания Первой мировой войны контроль над бывшей германской колонией установила Австралия, создав Территорию Новая Гвинея. В результате, река Сепик также перешла под юрисдикцию австралийского правительства. В этот период времени австралийцы для подготовки дальнейших исследований основали поселение в среднем течении реки недалеко от Амбунти.
В 1935 году сэр Уолтер Макниколл, новый руководитель Территории Новая Гвинея, совершил путешествие по Сепику для того, чтобы «поглядеть на жителей реки и посмотреть на природу вдоль берегов».
В годы Второй мировой войны местность, по которой течёт Сепик, перешла под контроль Японии. Однако уже к концу войны, когда американцы взяли под контроль город Джаяпура на голландской части Новой Гвинеи, японцы оказались в окружении и к августу 1944 году большая их часть была разбита. В июле же 1945 года австралийские войска вытеснили японских военных к деревне Тимбунке в средней части Сепика, а в сентябре японские подразделения были полностью уничтожены.